# Gonypetoides brevipennis
Gonypetoides brevipennis es una especie de mantis de la familia Mantidae.  Es el único miembro del género monotípico Gonypetoides.

## Distribución geográfica
Se encuentra en la isla de Java (Indonesia).